# サウナしきじ
サウナしきじは、静岡県静岡市駿河区敷地（しきじ）で営業するサウナ施設。

## 沿革
「ヘルシーサウナ高松」の常連客であった大村英晴が、 競売に出ていた同店を購入、改修し2005年に創業。ヘルシーサウナ高松の時代も「サウナしきじ」として再生した時も、客足は伸びず、経営状態は芳しくなかった。1日10人ほどの客しか来ない日もあったという。
2015年前後には入浴客が増え始める。芸能人の利用客も多く、芸能界きってのサウナ好きとしても知られるお笑いコンビ・オリエンタルラジオの藤森慎吾が興業で静岡を訪れた際にサウナしきじを利用して気に入り常連になった。これをきっかけに、藤森が芸人仲間に紹介したりテレビ番組で紹介したりした結果、徐々にサウナしきじの名が知られるようになった。サウナ愛好家には「聖地」として親しまれている。

## 設備
フィンランド式サウナと韓国式の薬草サウナがあり、温度設定はフィンランド式サウナが約120度、韓国式サウナは約60度となっている。サウナしきじでは、風呂とサウナだけではなく休憩室やロッカーなども男女で分かれている。2階の休憩室には食堂があり、24時間営業で宿泊もできる。

### 水風呂
水風呂では安倍川水系の天然地下水を掛け流しで使用している。水温は約17度で、カルシウム、マグネシウムといったミネラル分を豊富に含む。この天然水は飲むこともでき、市販のミネラルウォーターよりもやや硬度の高い中硬水である。天然水は飲料用として持ち帰ることもできるほか、休憩室で提供されている定食メニューの炊事にも用いられている。

## 客層
休日には待ち時間が発生するほど混雑する。店長の大村によれば利用客は20代から30代、女性も多く幅広い客層という。男女比は7対3ほどで、平日で男女合わせて200人、休日は約400人が訪れ、特に休日は入場制限するほど賑わう。